# جورج فلچر مور

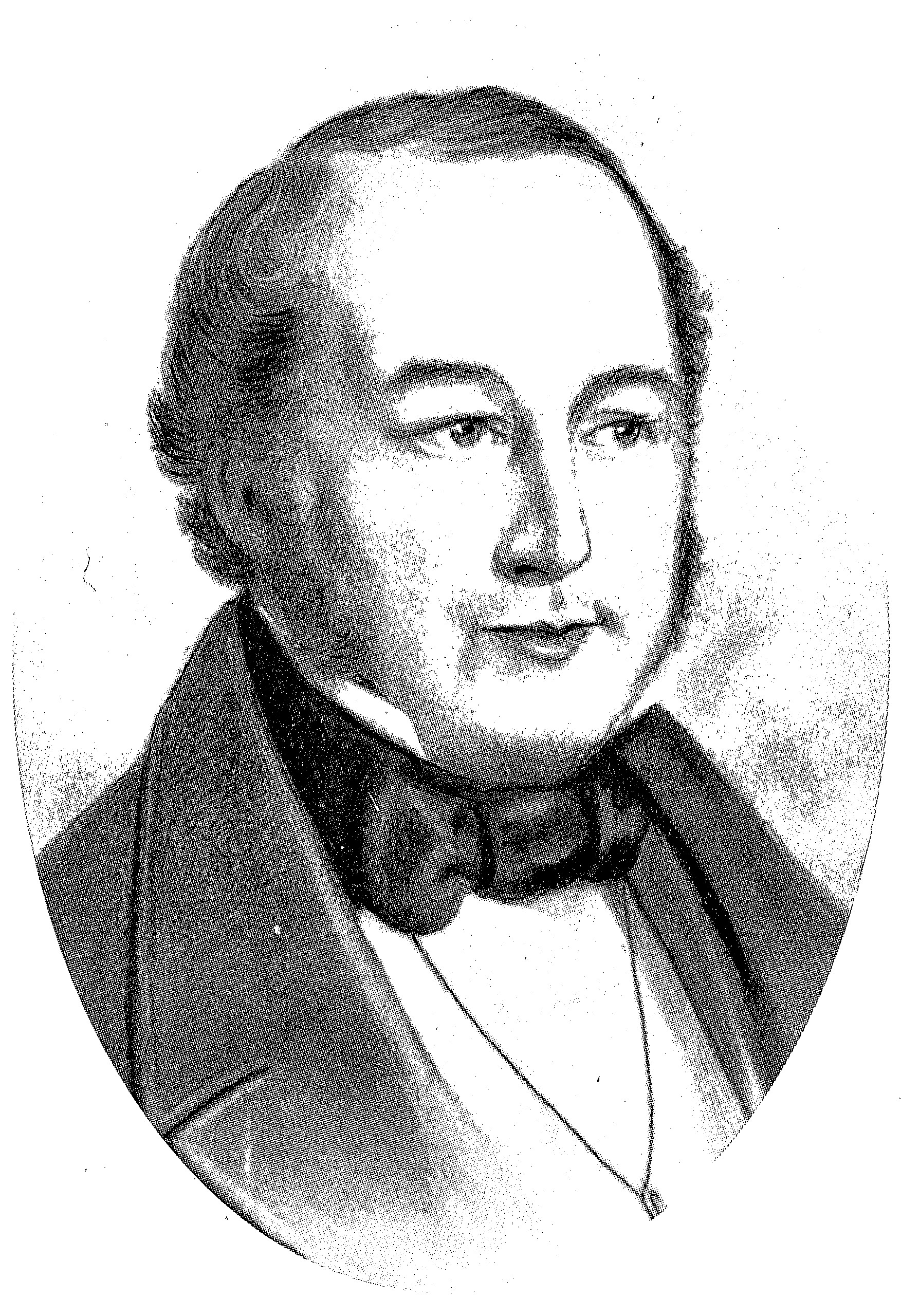
جورج فلچر مور

جورج فلچر مور (George Fletcher Moore) (زادهٔ ۱۰ دسامبر ۱۷۹۸ – درگذشتهٔ ۳۰ دسامبر ۱۸۸۶)، یکی از ساکنین اولیه معروف در استرالیای غربی مستعمراتی و «یکی از شخصیت‌های کلیدی در میان نخستین گروه نخبه حاکم بر استرالیای غربی» بود (کامیرون، ۲۰۰۰). او چندین سفر اکتشافی را راه‌اندازی نمود؛ یکی از نخستین اسناد موجود در مورد زبان بومیان جزیره استرالیا در منطقه پرت را منتشر کرد؛ و نویسنده «خاطرات ده سال زندگی پرماجرای یک ساکن اولیه در استرالیای غربی» بود.

## اوایل زندگی
مور در ۱۷ دسامبر ۱۷۹۸ در باندز گلین، دونیمانا، شهرستان تایرون در ایرلند به‌دنیا آمد. او آموزش‌های خود را در کالج فویل در شهر دری و در کالج ترینیتی در شهر دوبلین به اتمام رسانید. او در ۱۸۲۰ میلادی از رشته حقوق فارغ‌التحصیل شد و شش سال بعدی را در بخش قضایی ایرلند سپری کرد، اما چون پیشرفت چندانی در این حوزه نمی‌دید، تصمیم گرفت تا پیشه قضایی را در مستعمرات ادامه دهد. پس از اعلام یک پست خالی در مستعمره جدیدالتاسیس، سوان ریور کالونی، مور از اداره مستعمرات درخواست اطلاعات نمود، اما به او گفته شد که این چنین انتصاب‌ها مسئولیت حاکم استرالیای غربی، سِر جیمز استرلینگ است و هیچ ضمانتی از جانب اداره مستعمرات نمی‌تواند، ارایه گردد. با این وجود، اداره مستعمرات به وی گفت، در صورتیکه بخواهد به آنجا مهاجرت نماید، این اداره می‌تواند یک معرفی‌نامه به وی بدهد.

## در استرالیا
مور با کشتی کلیوپاترا مرز دوبلین را به مقصد استرالیای غربی ترک نموده و در ۳۰ اکتبر ۱۸۳۰ به سوان ریور کالونی رسید. پس از رسیدن به آنجا، او دریافت که ویلیام مکی دسامبر گذشته به عنوان رئیس دادگاه‌های ابتدائی و سه‌ماهه گماشته شده‌است و او بلافاصله درک نمود که این کار شانس مور برای استخدام در بخش قضا را کاملاً از بین می‌برد. بنابرین او توجه خود را به مشکلات به‌دست آوردن زمین اعطایی و ساخت یک مزرعه متمرکز نمود. در اواخر نوامبر، مور مدعی شد که مالک یک قطعه زمین بسیار بزرگ در آوون والی است، هرچند او تا آن زمان زمین را ندیده بود، اما رابرت دیل که در ماه ژوئیه به اکتشاف این منطقه پرداخته بود، از آن بسیار توصیف نموده بود. مور نصف زمین اعطایی ویلیام لمب در سوان علیا را نیز به‌دست آورده و توافق نمود که اقدامات لازم برای به‌دست آوردن مالکیت کامل را انجام دهد.
در سپتامبر ۱۸۳۱، رابرت دیل گروه بزرگی را برای ساختن جاده از گیلدفورد به آوون والی رهبری کرد. مور که مشتاق دیدار زمین اعطایی خود برای نخستین بار بود، به این دسته ملحق شد. پس از رسیدن در منطقه مطلوب که حالا شهر یورک است، مور و دیل یک قسمت اعظم رود آوون را اکتشاف نموده و حدس آنها در رابطه با اینکه رودهای آوون و سوان در واقع یک رود بود، درست از آب درآمد. اطلاعاتی که مور از این سفر اکتشافی به‌دست‌آورد، به او در امر تغییر موقعیت زمین اعطایی خود به ناحیه‌ای که چراگاه به مراتب بهتر داشت، کمک کرد.
در فوریه ۱۸۳۲، مور در نهایت به سمت قضایی که آرزوی آنرا داشت دست یافته و به عنوان عضو کمیسیون دادگاه مدنی گماشته شد. با داشتن زمین خوب و حقوق منظم، مور به سرعت جایگاه خود را به عنوان یک مزرعه‌دار پیش‌تاز محکم کرد. تا ۱۸۳۳ میلادی، او یکی از بزرگترین رمه‌های گوسفند در منطقه را داشت.
مور از سایر هم‌عصریان خود متفاوت بوده و توانست یک رابطه دوستانه و دوامدار با مردمان استرالیایی بومی ساکن در منطقه ایجاد نماید. هرچه بیشتر او در مورد فرهنگ آنها می‌آموخت، اشتیاق او عمیق‌تر می‌شد و او از نظر علمی علاقه‌مند به زبان و رسومات آنها شد. در میانه سال ۱۸۳۳، مور نخستین گزارش در مورد رسومات بومیان استرالیایی را در روزنامه پرت منتشر نمود. او برای غرامت پرداختن به مردمان بومی در مقابل از دست دادن زمین شان دادخواهی نموده و همچنین ایده مسیحی‌سازی آنها را ترویج کرد. او برای مدتی از رابرت لیون در راستای یادگیری زبان آنها حمایت مالی نمود، اما بعداً او را رها کرد تا خودش بی‌آموزد.
در میان سال‌های ۱۸۳۴ و ۱۸۳۶، مور چندین بار به اکتشاف رفت. در ژانویه ۱۸۳۴، او مناطق بالایی رود سوان را اکتشاف نموده و در نهایت این باور را تأیید نمود که رود آوون و سوان در واقع یک رود است. در آوریل ۱۸۳۵، او زمین‌های شبانی بیشتر را در نزدیک رود گاربان اکتشاف نمود، که متعاقباً به نام رود مور تغییر نام داده شد. در مارس ۱۸۳۶، او زمینی میان رود مور و انتهای شمال رود آوون را اکتشاف نمود. در اکتبر ۱۸۳۶، او به گروهی تحت رهبری جان سیپتیموس رو پیوست، که هدف آنها اکتشاف زمین به امید یافتن دریای داخلی بود، اما در عوض آنها زمین بسیار لم‌یزرع را دریافتند.
در ۱۸۳۴ میلادی، مجموعه‌ای از نامه‌های مور که به خانواده خود در انگلستان نوشته بود، تحت عنوان گزیده‌ای از نامه‌ها و خاطرات ارباب جورج فلچر مور، که حالا مسئول یک اداره قضایی در زیستگاه سوان ریور است، منتشر گردید. این نشریه به درخواست پدر مور، ژوزف مور صورت گرفته بود و ممکن است جورج فلچر مور تا مدتی پس از نشر، از آن بی‌خبر بوده باشد.
در ژوئیه همان سال، سمت مور به مک‌کی واگذار شده و در عوض مور به عنوان دادستان کل استرالیایی غربی گماشته شد. مور در اوایل از انتصاب مجددش بسیار خشمگین بود، چون با تغییر حرفه از قاضی به وکیل، وضعیت اجتماعی او نیز تغییر می‌کرد. با این حال، سمت جدید وی به او این امکان را می‌داد تا در شورای قانون‌گذاری مستعمره یک کرسی داشته باشد و از این‌رو این سمت دارای تأثیرگذاری بسیار بود. مور بیشتر سیاست‌های فرماندار استرلینگ را نمی‌پسندید و در رابطه با بسیاری موارد با او مخالفت می‌کرد. به‌ویژه، از مارس ۱۸۳۵ به بعد، او همواره با پیشنهاد استرلینگ مبنی بر افزایش تعداد نیروی پلیس برای محافظت در مقابل حملات مردمان بومی، مخالف می‌کرد.
در اوایل ۱۸۳۹ میلادی، جان هوت به عنوان فرماندار انتخاب گردید. او نیز همانند مور به زبان‌های مردمان بومی استرالیا علاقه‌مند بود و مدت کوتاهی پس از در دست گرفتن فرمانداری، آنها هر دو پروژه‌ای را برای ایجاد یک واژه‌نامه زبان بومی استرالیا آغاز کردند. تا اوت ۱۸۴۰، یک قسمت اعظم این واژه‌نامه تکمیل شده بود. مور در مارس ۱۸۴۱، یک مرخصی دوامدار گرفته و برای دو سال به لندن بازگشت. واژه‌نامه مور در ۱۸۴۲ میلادی تحت عنوان واژه‌نامه توصیفی زبان‌های معمول در میان مردمان بومی استرالیای غربی، به چاپ رسید.
مور در ۱۸۴۳ میلادی به استرالیای غربی بازگشت و در این زمان مستعمره سوان ریور با کسادی شدید اقتصادی مواجه بود. طی چند سال بعدی، او به‌طور جدی با یک سری تدابیری که به هدف کاهش اثرات کسادی اقتصادی بر زمین‌داران پیشتاز پیشنهاد شده بود، مخالفت ورزید. مور ادعا نمود که مدیریت غلط بیشتر زمین‌داران بزرگ بود که آنها را به این بدبختی اقتصادی رسانده بود. این سخنان تند او باعث شد تا او دشمنان تأثیرگذار زیادی پیدا نموده و به سرعت از شهرت او کاسته شود. نظریات او هم در شورای قانون‌گذاری و هم در رسانه‌ها باعث جلب تمسخر نسبت به وی شد، اما او به عنوان یک فرد تأثیرگذار باقی ماند چون اعتماد فرمانداران، جان هوت و اندرو کلارک را با خود داشت.
در ۲۹ اکتبر ۱۸۴۶، مور با فانی که ختری ناتنی فرماندار کلارک بود ازدواج کرد. در ماه‌های اخیر ۱۸۴۶، هم فرماندار و هم مسئول مستعمرات، پیتر برون شدیداً بیمار بودند. داماد فرماندار که مور بود، یکی از معدود افرادی بود که پزشکان فرماندار به او اجازه دیدار با فرماندار را داده بودند. به‌خاطر مزیتی که داشت، مور در نوامبر ۱۸۴۶ به عنوان سرپرست مستعمرات گماشته شد. برون در همان ماه و کلارک در فوریه ۱۸۴۷ درگذشتند، اما مور به سمت خود به عنوان سرپرست مستعمره تا انتصاب ریچارت مادین در مارس ۱۸۴۸، ادامه داد.
هنگامی که فریدریک اروین به عنوان سرپرست-فرماندار خدمت می‌کرد، محبوبیت مور بیشتر کاسته شد. حکومت اروین و مور بسیار نامحبوب بود؛ باتی (۱۹۲۴ میلادی) می‌نویسد «هر اقدام دولتی با دیده شک نگرسته می‌شد. … سال‌های مدید رکود اقتصادی و مشکلات مستعمره نشینان را بدبین کرده بود و… آنها حکومت آن زمان را مقصر وضعیت خود می‌دانستند». انتصاب‌های جدید مادین و فرماندر جدید، چارلز فتزجیرالد، دست مور را از تأثیرگذاری در حکومت جدید کاملاً کوتاه ساخت.

## اواخر زندگی و مرگ
در اوایل ۱۸۵۲ میلادی، مور مرخصی گرفت و به ایرلند بازگشت. دلیل او برای مرخصی این بود که از پدر بیمارش دیدن نماید، اما کامیرون (۲۰۰۰) می‌نویسد که دلیل اصلی او نگرانی‌اش در مورد وضعیت سلامت روانی همسرش بود. وضعیت او در ایرلند بدتر شد و نمی‌خواست تا دوباره به استرالیای غربی بازگردد. مور مجبور کرده شد تا از کرسی خود استعفا دهد؛ درخواستی او برای دریافت حقوق بازنشستگی نیز رد شد. فانی مور در ۱۸۶۳ میلادی وفات کرد، اما بازهم مور به استرالیای غربی بازنگشت.
در حدود سال ۱۸۷۸ میلادی، ویراستار روزنامه ویست استرالیان، سِر توماس کوکبورن کامپ‌بیل اجازه خواست تا نامه‌های مور را به‌طور سریالی منتشر نماید، که این اجازه به وی اعطاء گردید. نامه‌ها وی در سال‌های ۱۸۸۱ و ۱۸۸۲ میلادی در روزنامه ویست استرالیان منتشر شد. پس از دیدن نسخه چاپی نامه‌های خود، مور تصمیم گرفت تا آنها را در قالب یک کتاب به نشر برساند. این نامه‌ها در ۱۸۸۴ میلادی تحت عنوان، خاطرات ده سال زندگی پرماجرای یک ساکن اولیه در استرالیای غربی به چاپ رسید.
مور به تاریخ ۳۰ دسامبر ۱۸۸۶، در آپارتمان خود در لندن درگذشت. استاناج (۱۹۷۸ میلادی) نوشت که او «ظاهراً بدون هیچ دوست» وفات کرد و کامیرون (۲۰۰۰) نوشت که مرگ او «پایان اندوهناک به یک حرفه مستعمراتی ارزشمند» بود.